# Klaus Künkel
Klaus Künkel (* 24. November 1933 in Berlin; † 17. Februar 2007 in Warschau) war ein deutscher Wirtschaftswissenschaftler.

## Leben
Er studierte in Marburg, Kiel und München Volkswirtschaftslehre. Von 1974 bis zu seiner Emeritierung 1999 lehrte er auf dem Lehrstuhl für Regionalforschung der TU Berlin.

## Schriften (Auswahl)
- Der erste Zyklus der Mezzogiornopolitik. Eine kritische Würdigung der Mezzogiornopolitik von der Cassa per il Mezzogiorno zum Vanoni-Plan. Bamberg 1964, OCLC 614835531.
- als Herausgeber mit Eleni Grammatikopoulou: Humane Raumplanung. Festschrift für Reinhard Breit zum 65. Geburtstag. Berlin 1996, ISBN 3-86135-025-4.